# Eye Sea I
Eye Sea I est un groupe estonien de post-hardcore, originaire de Narva.

## Histoire
Eye Sea I est formé en 2010 dans la ville estonienne de Narva et se compose de Kate Timoshina (chant), Konsta Anikin (chant), Anton Elovikov (guitare électrique, programmation), Jeff Altrov (basse), Anton Krajerenko (guitare électrique) et Andrew Simfolokov (batterie).
Le groupe sort son premier album, Legend, le 30 août 2013 sur Redfield Records. Le label signe le groupe en mai 2013,. Serj Kravchenko (ex-Make Me Famous, Ocean Red) figure également sur l'album. Le groupe passe près d'un an au studio Onum en Estonie pour travailler sur l'album. L'album est produit par Jamie King, qui a également travaillé avec Between the Buried and Me, Wretched et Deception of a Ghost.
Le 24 octobre 2013, His Statue Falls entame sa tournée de concerts Off the Chain, qui se déroule en Allemagne et en Autriche. Eye Sea I se produit en première partie de cette tournée. La tournée comportait douze concerts. La tournée s'est terminée le 23 novembre 2013 à Sarrebruck.

## Discographie
- 2013 : Legend (album, Redfield Records)